# Antoinette Peské
Antoinette Peské, née le 17 janvier 1902 à Paris et morte dans cette même ville le 28 septembre 1985, est une romancière française.

## Biographie
Myrrha Claudine Antoinette Peské est la fille du peintre Jean Peské (1870-1949) et de Catherine Louchnikoff (1870-1934).
La petite famille emménage quelques années à Bois-le-Roi (Seine-et-Marne). Myrrha, surnommée Mirette par ses proches voit arriver ses frère et sœur, Marie Madeleine (1906-1990) puis Alexis Paul Jean (1908-1994). A Melun où ils habitent désormais, c'est Hélène qui vient au monde (1910-1995).
A l'âge de 8 ans, elle écrit ses premiers poèmes qui attirent l'attention de Guillaume Apollinaire, ami de son père. 
Elle épouse en 1926 Pierre Marie André Marty(1901-1957).
En 1946, elle est portraiturée par François Desnoyer.
Elle est morte à l'âge de 83 ans.

## Œuvres
- L'Insaisissable Rival, 1924. Réédité sous le titre Que cherches-tu ?, Phébus, 2004.
- La Boîte en os, 1941.
- La Poupée de Hyde Park, roman adapté à la radio, diffusé sur la chaine nationale le 22 avril 1947[6].
- Les Terribles, 1951.
- Ici le chemin se perd, 1955 (avec Pierre Marty[7]).
- Le Bal des angoisses, 1957 (avec Pierre Marty).